# Finale della Coppa delle Fiere 1970-1971
La finale della 13ª edizione della Coppa delle Fiere fu disputata in gara d'andata e ritorno tra Juventus e Leeds Utd.
Il 28 maggio 1971 allo stadio Comunale di Torino la partita, arbitrata dall'olandese Laurens van Ravens, finì 2-2. La gara di ritorno si disputò dopo una settimana all'Elland Road di Leeds e fu arbitrata dal tedesco orientale Rudi Glöckner: il match terminò 1-1 e ad aggiudicarsi il trofeo fu la squadra inglese, in virtù della regola dei gol fuori casa.

## Il cammino verso la finale
Il Leeds Utd iniziò il cammino europeo contro i norvegesi del Sarpsborg, vincendo 6-0 tra andata e ritorno. Al secondo turno i tedeschi orientali della Dinamo Dresda persero 1-0 l'andata in Inghilterra e vinsero 2-1 il ritorno a Dresda: furono gli Whites a passare il turno per via dei gol segnati in trasferta. Agli ottavi gli inglesi affrontarono i cecoslovacchi dello Sparta Praga, passando il turno grazie all'ampia vittoria per 9-2 conseguita tra andata e ritorno. Ai quarti di finale i Peacocks si scontrarono con i portoghesi del Vitória Setúbal, vincendo con un risultato complessivo di 3-2. In semifinale il Leeds Utd affrontò i conterranei del Liverpool, ottenendo il pass per la finale grazie alla vittoria di misura maturata ad Anfield e al pareggio a reti inviolate di Elland Road.

Il centravanti della Juventus, Roberto Bettega, anticipato dal portiere del Colonia, Manfred Manglitz, nella semifinale di ritorno.

La Juventus esordì contro i modesti lussemburghesi del Rumelange, che furono battuti agilmente con un risultato complessivo di 11-0. Al secondo turno i temibili spagnoli del Barcellona furono battuti sia all'andata sia al ritorno col risultato di 2-1. Agli ottavi gli italiani affrontarono gli ungheresi del Pécs, vincendo l'andata in trasferta 1-0 e il ritorno in casa 2-0. Ai quarti di finale i Bianconeri affrontarono gli olandesi del Twente vincendo 2-0 in Italia e perdendo col medesimo risultato nei Paesi Bassi: durante i tempi supplementari il risultato mutò in 2-2 e a passare il turno fu la Juventus. In semifinale fu la volta dei tedeschi occidentali del Colonia, i quali pareggiarono 1-1 in casa ma furono battuti 2-0 a Torino.

## Le partite
A Torino va in scena la finale d'andata tra la Juventus, finora imbattuta se si considera il 2-2 di Twente nei 120', e il Leeds Utd, già campione tre anni prima. La partita d'andata, inizialmente in programma per il 26 maggio 1971, venne sospesa per impraticabilità del campo al 51', a causa della forte pioggia, sul risultato di 0-0.
La partita fu rigiocata dall'inizio due giorni dopo: i Bianconeri non si presentarono all'appuntamento nelle migliori condizioni mentali per via della sopravvenuta morte del loro allenatore Armando Picchi, da tempo malato – e sostituito dall'inizio dell'anno da Čestmír Vycpálek – e spirato il giorno prima.

Il definitivo 2-2 di Bates nella finale di andata a Torino, che ipotecò il trofeo per i Peacocks

Ciònonostante, lo spettacolo offerto dalle due squadre è emozionante, con la Juventus in vantaggio due volte e puntualmente raggiunta. Poco prima della mezz'ora Roberto Bettega, su cross di Franco Causio, anticipa tutti e con la punta del piede sinistro trafigge Gary Sprake. A inizio ripresa il tiro di Paul Madeley è deviato dal capitano bianconero Sandro Salvadore, spiazzando così involontariamente Massimo Piloni per l'1-1. Dopo meno di dieci minuti Fabio Capello riporta avanti i padroni di casa con una conclusione da fuori area, ma il gol a porta sguarnita del neoentrato Mick Bates, il quale approfitta di un'uscita a vuoto di Piloni, sancisce il definitivo 2-2.
A Leeds, la settimana seguente, gli uomini di Don Revie si presentano con la stessa formazione dell'andata, mentre la Juventus schiera Roberto Tancredi al posto dell'infortunato Piloni, con una maglia nera senza numero. Entrambe le compagini giocano a viso aperto, con occasioni da una parte e dall'altra sin dalle prime battute, e infatti gli Whites passano in vantaggio già al 12' con Allan Clarke, il quale sfrutta al meglio un cross a centro area di Terry Cooper. i Banconeri non si perdono d'animo e al 20' trovano il pareggio con Pietro Anastasi il quale, servito da Giuseppe Furino, è abile a saltare un difensore e battere un non incolpevole Sprake. Nel finale Anastasi – capocannoniere dell'edizione – trova ancora la rete, ma l'arbitro Rudi Glöckner annulla per un precedente fallo di Francesco Morini.
Per la prima – e unica – volta nella storia del torneo la finale fu decisa dalla regola dei gol fuori casa, e la finalista sconfitta fu imbattuta.

## Tabellini

### Andata
| Arbitro: | Laurens van Ravens |

| |              | |
| Bettega 27’ Capello 55’                                                                                                | Marcatori    | 48’ Madeley 77’ Bates                                                                                                  |
| · Piloni · Spinosi · G.P. Marchetti · Furino · Morini · Salvadore · Causio · Capello · 72’ Anastasi · Haller · Bettega | Formazioni   | · Sprake · Reaney · T. Cooper · Bremner · J. Charlton · Hunter · Lorimer · Clarke 31’ · M. Jones 72’ · Giles · Madeley |
| · 72’ Novellini | Sostituzioni | |
| Čestmír Vycpálek | Allenatori   | Don Revie |

### Ritorno
| Arbitro: | Rudi Glöckner |

| |              | |
| Clarke 12’ | Marcatori    | 20’ Anastasi |
| · Sprake · Reaney · T. Cooper · Bremner · J. Charlton · Hunter · Lorimer · Clarke · M. Jones · Giles · 57’ Madeley | Formazioni   | · R. Tancredi · Spinosi · G.P. Marchetti · Furino · Morini · Salvadore 75’ · Haller · Causio · Anastasi · Capello · Bettega |
| · 57’ Bates | Sostituzioni | |
| Don Revie | Allenatori   | Čestmír Vycpálek |